# Vecht (Utrecht)
Vecht – jeden z dopływów Renu przepływający przez holenderską prowincję Utrecht. Ze względu na istnienie rzeki o tej samej nazwie przepływającej przez Overijssel nazywana jest często Utrechtse Vecht.
Vecht rozpoczyna się w mieście Utrecht, w miejscu gdzie strumień Kromme Rijn rozwidla się tworząc dwie odnogi: zachodnią – Leidse Rijn oraz północną – Vecht. Pierwotnie rozgałęzienie to znajdowało się na południe od miasta, ale w XII w. został wykopany kanał, dzięki któremu koryto rzeki przesunęło się na północ.
Rzeka Vecht skręca na północ i przepływa m.in. przez Maarssen, Breukelen i Nigtevecht, następnie przekracza granicę prowincji Holandia Północna, przepływa przez miasto Weesp, aby wpaść do jeziora Marken (część dawnego jeziora Zuiderzee).